# Scone-i kő
A scone-i kő (kiejtése: IPA [ˈskuːn]), vagy a végzet Köve, avagy koronázókő az a homokkő, melyet évszázadokig használtak a skót, majd az angol, ill. a brit koronázási szertartásokon. Eredetileg a ma már romos scone-i apátságban őrizték, sok évszázados angliai távollét után 1996. november 30-án az edinburgh-i várban helyezték el. 2024. március 30. óta Perth város múzeumában látható. Skót nemzeti szimbólum, ahogy a magyaroké a Szent Korona.
Ismerik más neveken is: Jákob párnaköve, Jákob oszlopköve, vagy Tanist kő. (A végzet köve néven a Lia Fáil követ is ismerik.)

## Története
A hagyomány szerint a követ eredetileg a bibliai Jákob használta párnának. Az egyik legenda szerint a gaelek ősi Dál Riata királyságának koronázóköve volt ír földön, amit a skóciai Caledonia leigázásakor magukkal vittek. Egy másik legenda szerint Szent Kolumba utazóoltárja volt skóciai missziója idején. A skót uralkodókat már I. Kennethtől kezdve (847 körül) a kövön ülve koronázták meg. Ebben az időben a kő Scone-ban volt. 

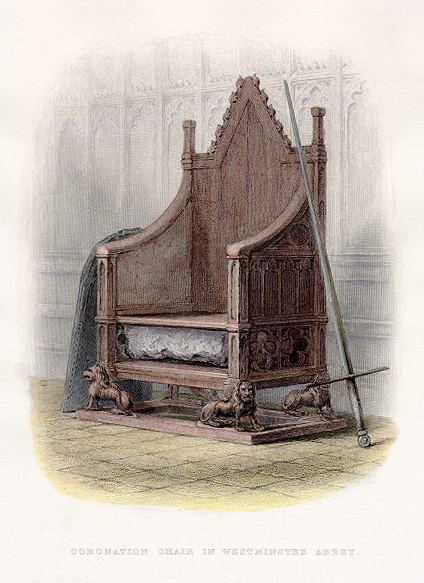
A scone-i kő a koronázószékben a Westminster Apátságban, 1855.

A követ I. Eduárd angol király 1296-ban hadizsákmányként elvitte és a westminsteri apátságban helyezte el. Itt a koronázási trón (Coronation Chair) vagy Szent Edward széke néven ismert öreg fa karosszék ülőrésze alá illesztették vaspántokkal – ezen a széken koronázták meg az angol királyokat, s ezzel szimbolizálták, hogy ők egyben Skócia királyai is. Van olyan hagyomány, amely szerint nem is az igazi követ vitték el, mert azt a scone-i palota szerzetesei úgy elrejtették, hogy máig sem találják. (Bár időnként visszatér a szóbeszéd, hogy a templomos lovagok birtokába került.) 
1328-ban a northamptoni szerződés alapján vissza kellett volna szolgáltatni a követ a skótoknak, valójában azonban erre csak több mint hat évszázaddal később, 1996-ban került sor hivatalosan. (1950-ben skót diákok visszalopták a követ – közben véletlenül két darabra törték – és 1951. április 11-én az arbroathi apátság oltárán helyezték el, de amikor a rendőrség rájött, hol van, visszavitték Westminsterbe.)